# Anastassija Iljinitschna Blisnjuk
Anastassija Iljinitschna Blisnjuk (russisch Анастасия Ильинична Близнюк; * 28. Juni 1994 in Saporischschja, Ukraine) ist eine ehemalige russische Rhythmische Sportgymnastin und zweifache Olympiasiegerin. Bei den Olympischen Spielen 2024 erschien sie als Trainerin des chinesischen Teams für Rhythmische Sportgymnastik.

## Erfolge
Anastassija Blisnjuk nahm zweimal an Olympischen Spielen teil. Bei ihrem Olympiadebüt 2012 in London gehörte sie zum russischen Aufgebot im Gruppenmehrkampf, den die Russinnen mit 57,000 Punkten vor der belarussischen und der italienischen Equipe auf dem ersten Platz beendeten und Olympiasiegerinnen wurden. Blisnjuk gewann zusammen mit Uljana Donskowa, Xenija Dudkina, Alina Makarenko, Anastassija Nasarenko und Karolina Sewastjanowa die Goldmedaille. Bei den Olympischen Spielen 2016 in Rio de Janeiro wiederholte Blisnjuk im Gruppenmehrkampf diesen Erfolg. Mit 36,233 Punkten setzte sie sich zusammen mit Wera Birjukowa, Anastassija Maximowa, Anastassija Tatarewa und Marija Tolkatschowa vor den spanischen und den bulgarischen Turnerinnen durch und sicherte sich ihre zweite Goldmedaille.
Zahlreiche Erfolge gelangen Blisnjuk in Gruppenmehrkämpfen auch bei Welt- und Europameisterschaften. 2013 wurde sie in Kiew mit der Gruppe mit zwei Bändern und drei Bällen Weltmeisterin, im Gruppenmehrkampf sicherte sie sich Bronze. Vier Jahre darauf wurde Blisnjuk in Pesaro im Gruppenmehrkampf ebenfalls Weltmeisterin, außerdem auch mit der Gruppe mit zwei Seilen und drei Bällen. Im Gruppenmehrkampf mit fünf Ringen belegte sie mit der russischen Mannschaft Rang zwei. Auf kontinentaler Ebene wurde Blisnjuk 2012 in Nischni Nowgorod sogleich zweimal Europameisterin, nachdem sie im Gruppenmehrkampf und mit der Gruppe mit fünf Bällen siegreich blieb. Im Gruppenmehrkampf folgte 2016 in Cholon der zweite Titelgewinn in dieser Disziplin, den sie auch 2018 in Guadalajara wiederholen konnte. Sie gewann außerdem mit Russland die Mannschaftswertung und belegte mit der Gruppe mit fünf Ringen den dritten Platz. 2021 wurde Blisnjuk in Warna zum vierten Mal Europameisterin mit der Gruppe im Mehrkampf, des Weiteren gewann sie Silber mit der Gruppe mit fünf Bällen.
Bei der Sommer-Universiade 2013 in Kasan gewann sie insgesamt drei Goldmedaillen.
Mit ihr als Trainerin gewann die chinesische Frauenmannschaft bei den Olympischen Sommerspielen 2024 in Paris ihre erste Goldmedaille.